# Francesc Antoni de Solanell i de Montellà
Francesc Antoni de Solanell i de Montellà o Antoni de Solanell i de Montellà(? - Sant Cugat del Vallès, 15 de setembre de 1726) fou abat de Sant Pere de Galligants (1710 - 1712), del Monestir de Sant Cugat del Vallès (1713 - 1726) i 120è president de la Generalitat de Catalunya, entre l'1 d'agost de 1710 i 22 de juliol de 1713. Era fill de Julià de Solanell i Foix, cavaller de Ribes. Era doctor en dret canònic i teologia per la Universitat de Lleida, on va exercir de catedràtic. Va escriure tres obres, de les quals només es conserva una part d'Apologia sobre el origen, fundación y fundador del imperial monasterio de San Cucufate.
Pertanyia a l'orde de Sant Benet i havia estat prior de la pabordia d'Age de Cerdanya, visitador general de l'orde benedictí, abat de Sant Pere de Galligants i de Sant Cugat del Vallès. D'aquest darrer càrrec va ser desposseït per les autoritats borbòniques el 1717 a causa de la seva militància austriacista, si bé ho va recuperar el 1726 arran de la signatura de la Tractat de Viena (1725) entre Felip V d'Espanya i l'emperador Carles VI del Sacre Imperi Romanogermànic.
La Biblioteca de Fons Antic de la Universitat de Barcelona conserva diverses de les obres que van formar part de la biblioteca personal de Solanell, així com un exemple de les marques de propietat que van identificar els seus llibres al llarg de la seva vida.

## President de la Generalitat
Ja al final del seu trienni, no va voler participar en la inauguració de la Junta General de Braços convocada per prendre una decisió sobre la guerra ara que el país havia estat abandonat pel rei. Un cop iniciades les sessions separades dels Braços, sembla que Solanell va ser decisiu per tal que el Braç Eclesiàstic optés per què Catalunya (en bona part ja ocupada) es rendís al rei francocastellà Felip V. No obstant això, el Braç també va declarar que s'adheriria a la decisió que prenguessin els altres dos estaments. Aquest posicionament va provocar la divisió de la resta d'assistents en dues faccions radicalment oposades. Quan el 9 de juliol els altres dos Braços van decidir continuar la guerra, Solanell va desertar de les seves funcions i, de facto, fou substituït en les funcions de president de la Diputació per Francesc de Solà, el diputat militar, qui va proclamar la decisió final al poble barceloní. També fou Solà qui durant els dies posteriors va gestionar la lleva de voluntaris. El trienni d'aquesta Diputació de fet s'acabava a final de mes.